# Ньямбе, Райан
Райан Ньямбе (англ. Ryan Nyambe; род. 4 декабря 1997, Катима-Мулило) — намибийский футболист, защитник клуба «Дерби Каунти» и сборной Намибии.

## Клубная карьера
Родился в городе Катима-Мулило в Намибии, но в детстве переехал в Англию. Профессиональную карьеру начал в клубе «Блэкберн Роверс». Дебютировал в его составе 11 августа 2015 года, отыграв весь матч против «Шрусбери Таун» в первом раунде Кубка Английской футбольной лиги.

## Карьера в сборной
В 2019 году был включён в заявку сборной Намибии на Кубок африканских наций. Дебютировал в составе сборной 9 июня в товарищеском матче против сборной Ганы. На самом турнире сыграл во всех трёх матчах группового этапа, однако Намибия заняла последнее место в группе, набрав 0 очков, и завершила выступление на турнире.